# 브리트니 VS 스피어스
브리트니 VS 스피어스(영어: Britney vs Spears)는 2021년 공개한 미국의 영화이다.

## 출연
- 브리트니 스피어스